# Ischnotoma helios
Ischnotoma helios är en tvåvingeart som först beskrevs av Alexander 1949.  Ischnotoma helios ingår i släktet Ischnotoma och familjen storharkrankar. Inga underarter finns listade i Catalogue of Life.